# Euglossa prasina
Euglossa prasina är en biart som beskrevs av Dressler 1982. Euglossa prasina ingår i släktet Euglossa, tribus orkidébin, och familjen långtungebin. Inga underarter finns listade.